# 西疆飞蓬
西疆飞蓬（学名：Erigeron krylovii）为菊科飞蓬属的植物。分布在俄罗斯以及中国大陆的新疆等地，生长于海拔1,700米至2,800米的地区，一般生于开旷山坡草地，目前尚未由人工引种栽培。